# Sacré Géranium
Dick Annegarn, vaak aangeduid als Sacré Géranium, is het debuutalbum van de  Nederlandse zanger Dick Annegarn die het volledige album in het Frans heeft gezongen. Het album is uitgebracht in 1974. 
Alle nummers zijn geschreven en gecomponeerd door de zanger. ‘Sacré geranium’ viert het eenvoudige leven in de tuin, terwijl andere liedjes trieste verhalen vertellen. Het lied Bruxelles is een eerbetoon aan de hoofdstad van België waar Annegarn is opgegroeid.